# Supersypnoides erebina
Supersypnoides erebina är en fjärilsart som beskrevs av George Francis Hampson 1926. Supersypnoides erebina ingår i släktet Supersypnoides och familjen nattflyn. Inga underarter finns listade i Catalogue of Life.